# T-raperzy znad Wisły
T-raperzy znad Wisły – polski zespół muzyczny założony przez Grzegorza Wasowskiego, Sławomira Szczęśniaka, Lucynę Malec i Andrzeja Butruka. Jest to zespół, który w latach 1995–2000 był nieodłączną częścią programu telewizyjnego Komiczny Odcinek Cykliczny. Utwory przez nich tworzone kwalifikują się do hip-hopu komediowego. Ich utwory mają charakter satyryczny, niegdyś też były tworzone nie w stylu rap, a disco. Do listopada 2009 roku zespół wydał 6 płyt.
Każda rapowana piosenka zespołu dotyczy albo konkretnego władcy, albo stanowi streszczenie znanej lektury.
Poczet Królów Polskich zawiera 18 utworów, każdy, chronologicznie, opowiada o najważniejszych władcach Polski. Każda z nich posiada życiorys, oraz najważniejsze daty z życia omawianego króla.
Inne utwory to streszczenia znanych lektur tj. Lalka, Potop, czy Pan Tadeusz.
Najpopularniejszym utworem grupy T-raperzy znad Wisły jest „Mieszko” – pierwsza pozycja z Pocztu Królów Polskich, opowiadająca o historii pierwszego władcy Polski. Refren brzmiący: „Mieszko Mieszko, mój koleżko” był wykorzystany w serialu Rodzina zastępcza oraz w piosence o tym samym tytule zespołu Grupa Operacyjna.
20 listopada 2009 roku zespół, po równo 11-letniej przerwie wydał nowy album pt. Ekshumacja 2, na którym znajdują się piosenki z Pocztu Królów Polskich, lecz uaktualnione i z nowymi beatami. Znalazła się tam także nowa piosenka „Startest”, w której razem z T-Raperami występują tacy artyści jak Edyta Geppert, Stanisław Soyka, Aga Zaryan, Fisz, Kasia Nosowska, Łona, Anna Maria Jopek, Muniek Staszczyk, Dorota Miśkiewicz, Lech Janerka czy Marek Kondrat. O oprawę muzyczną do nowej płyty Ekshumacja 2 zadbali bracia Michał i Marcin Baryccy.
W 2016 roku zespół wziął udział w akcji promocyjnej serwisu OLX, dla którego muzycy nagrali utwór „Rady nie od parady”, a w 2019 piosenkę „Antysmog song”. Utwór „Kiedy pada śnieg”, pierwotnie umieszczony na płycie Dyskoteka szarego człowieka, czyli T-raperów lista szlagierów, został w 2022 roku nagrany ponownie, tym razem z udziałem Moniki Borzym.

## Dyskografia
Albumy
| Poczet królów polskich                                                     | - Data: 7 kwietnia 1996 - Wydawca: Mercury/PolyGram Polska   | —  | - POL: 100 tys.+ | - POL: złota płyta |
| Dyskoteka szarego człowieka, czyli T-raperów lista szlagierów              | - Data: 1 lipca 1996 - Wydawca: Mercury/PolyGram Polska      | —  | - POL: 100 tys.+ | - POL: złota płyta |
| Lektury literatury, czyli bryki z towarzyszeniem muzyki                    | - Data: 2 listopada 1996 - Wydawca: Mercury/PolyGram Polska  | —  |                  |                    |
| Dyskoteka szarego człowieka cz.2                                           | - Data: 19 stycznia 1998 - Wydawca: Mercury/PolyGram Polska  | —  |                  |                    |
| Spis przebojów ścisły T-Raperów znad Wisły, czyli stare hity z nowej płyty | - Data: 13 listopada 1998 - Wydawca: Mercury/PolyGram Polska | —  |                  |                    |
| Ekshumacja 2                                                               | - Data: 23 listopada 2009 - Wydawca: Agora SA                | 52 |                  |                    |
| „—” album nie był notowany.                                                |                                                              |    |                  |                    |

| „Poczet Królów Polskich”     | 1996 | –  | —  | Poczet królów polskich                                        |
| „Taki ze mnie Maxi Kaz”      | 1996 | 3  | —  | Dyskoteka szarego człowieka, czyli T-raperów lista szlagierów |
| „Pan Tadeusz”                | 1996 | –  | —  | Lektury literatury, czyli bryki z towarzyszeniem muzyki       |
| „Doręczyciel uwodziciel”     | 1997 | 9  | —  | Dyskoteka szarego człowieka cz.2                              |
| „Święta w górach”            | 1997 | 17 | —  | Dyskoteka szarego człowieka cz.2                              |
| „Ero-Disco”                  | 1998 | 8  | 48 | Dyskoteka szarego człowieka cz.2                              |
| „—” singel nie był notowany. |      |    |    |                                                               |

| Tytuł      | Rok  | Pozycja na liście | Album        |
| Tytuł      | Rok  | LP3               | Album        |
| ---------- | ---- | ----------------- | ------------ |
| „Startest" | 2009 | 28                | Ekshumacja 2 |